# Nanofarad
| Kleinere eenheden | Kleinere eenheden | Kleinere eenheden |
| factor            | naam              | symbool           |
| ----------------- | ----------------- | ----------------- |
| 10−12             | picofarad         | pF                |
| 10−9              | nanofarad         | nF                |
| 10−6              | microfarad        | µF                |
| 10−3              | millifarad        | mF                |
| 1                 | farad             | F                 |

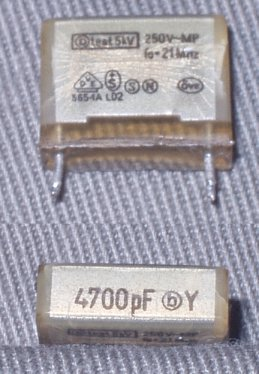
Boven- en zijkant van een condensator van 4700 pF of 4,7 nF

Een nanofarad (symbool nF) is het miljardste deel van een farad, de eenheid van elektrische capaciteit, dus 0,000 000 001 F (10−9 F). Vaak wordt op condensatoren de afkorting n gebruikt.
Omdat de eenheid farad relatief groot is, worden in de praktijk condensatoren gebruikt waarvan de capaciteit in picofarad, nanofarad of microfarad wordt uitgedrukt. Sommige fabrikanten gebruiken in hun series echter aanduidingen als 1000 pF of  0,001 µF.
De capaciteit van een kleinere (schijf)condensator wordt soms met een kleurcode aangegeven, net als bij weerstanden. De eenheid is hierbij de pF. Bijvoorbeeld, de kleurcode geel-paars-oranje duidt op een condensator van 47 nF (47 000 pF). De waarden hebben hun plaats in de E-reeksen E3, E6 of E12.
Gebruikelijker is echter een opschrift met drie cijfers, waarbij deze op dezelfde manier worden geïnterpreteerd als de ringen bij de kleurcode, dus 393 betekent 39 nF. Een andere notatie is die waarbij de n op de plaats van de komma wordt gezet. Er staat dan bijvoorbeeld 2n7 op een condensator van 2,7 nF. Eventuele andere letters hebben slechts zijdelings met de waarde te maken, ze duiden aan welke tolerantie of temperatuurscoëfficiënt de condensatorwaarde heeft.